# Acrotylus ocellatus
Acrotylus ocellatus är en insektsart som beskrevs av Brancsik 1893. Acrotylus ocellatus ingår i släktet Acrotylus och familjen gräshoppor. Inga underarter finns listade i Catalogue of Life.